# Pein (Adelsgeschlecht)

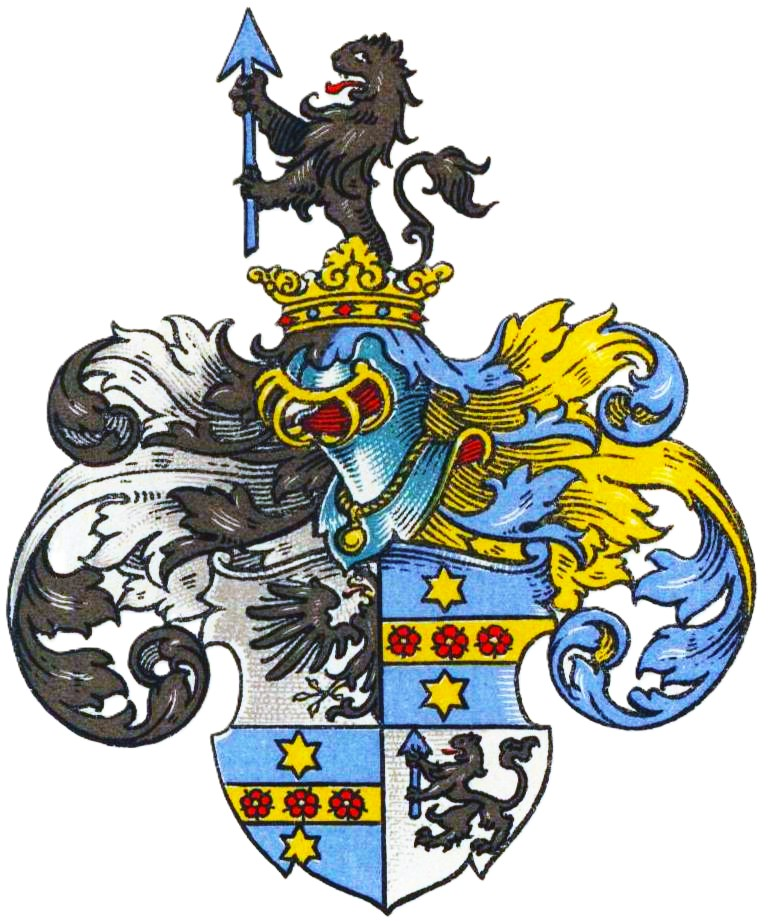
Wappen derer von Pein im Wappenbuch des Westfälischen Adels

Pein ist der Name eines erloschenen deutschen Briefadelsgeschlechts.
Die Familie ist zu unterscheiden von einem gleichnamigen, ebenfalls erloschenen Adelsgeschlecht Pein und Wechmar (eigentlich Pein auf Wechmar), das 1700 in den Böhmischen Freiherrenstand erhoben wurde und im Wappen in Rot einen silbernen Streithammer gekreuzt mit einem silbernen Streitkolben führte.

## Geschichte
Am 23. Juli 1729 wurde Jodok Pein, kaiserlicher wirklicher Registrator und Lehenpropst, zusammen mit seinem Bruder Ferdinand Pein, Taxator bei der königlich-böhmischen Hofkanzlei, in den rittermäßigen Adelsstand für das Reich und die Erblande erhoben. Jodok Pein war engster Mitarbeiter des Geheimen Reichssekretärs Florentin von Consbruch hatte er den Überblick über alle wichtigen Vorgänge in der Kanzlei.
Das Geschlecht war bereits Anfang des 20. Jahrhunderts erloschen.

## Persönlichkeiten
- Jodok Pein († nach 1729), kaiserlich-königlicher Registrator der lateinischen Expedition der Reichskanzlei, Laienpfründer, Konzipist und Lehenpropst

## Wappen
Blasonierung: Quadriert. Feld 1 in Silber ein schwarzer halber an die Spaltfläche angelegter Adler; Feld 2 und 3 in Blau ein goldener Balken belegt mit drei roten Rosen, oben und unten jeweils von einem goldenen Stern begleitet; Feld 4 in Silber ein schwarzer Löwe, der einen blauen aufwärtsgerichteten Pfeil in den Pranken hält. Auf dem gekrönten Helm mit rechts schwarz-silbernen und links blau-goldenen Helmdecken der Löwe mit Pfeil wachsend.